# Разерфорд, Энн
Энн Ра́зерфорд (Ру́терфорд; англ. Ann Rutherford; 2 ноября 1917 — 11 июня 2012) — канадо-американская актриса.

## Биография
Тереза Энн Разерфорд (англ. Therese Ann Rutherford) родилась в Ванкувере 2 ноября 1917 года. Её карьера началась на радио, а в 1935 году состоялся её кинодебют. Она стала довольно много сниматься, появившись за последующие 4 года более чем в 30 фильмах. Большим успехом для неё стало получение небольшой роли Кэррин О’Хары в фильме «Унесённые ветром» (1939).
С 1937 по 1942 год она 12 раз сыграла Полли Бенедикт в фильмах об Энди Харди, роль которого исполнял Микки Руни. Актриса активно продолжала сниматься до 1950-х годов, пока не ушла в отставку. После этого она лишь раз появилась на большом экране в 1972 году. В 1997 году предполагалось пригласить Рутерфорд на роль старой Розы в фильм «Титаник» Джеймса Кэмерона, но в итоге роль получила Глория Стюарт.
Энн Разерфорд дважды была замужем. От первого мужа Дэвида Мэя в 1943 году она родила дочь Глорию. Актриса скончалась 11 июня 2012 года в Беверли-Хиллз после ухудшения здоровья из-за проблем с сердцем, в возрасте 94 лет.
Разерфорд удостоена двух звёзд на Голливудской аллее славы за вклад в кинематограф и телевидение США.

## Фильмография
- 1935 — Леди с побережья / Waterfront Lady — Джоан О’Брайен
- 1935 — След мелодии / Melody Trail — Миллисент Томас
- 1935 — Борющиеся морские пехотинцы / The Fighting Marines — Фрэнсис Шиллер
- 1935 — Поющий бродяга / The Singing Vagabond — Летти Морган
- 1936 — Орегонская тропа / The Oregon Trail — Энн Ридджели
- 1936 — Беззаконные девяностые / The Lawless Nineties — Джанет Картер
- 1936 — Пончики и общество / Doughnuts and Society — Джоан Дугэн
- 1936 — Комбайн / The Harvester — Рут Джеймсон
- 1936 — Одинокий след / The Lonely Trail — Вирджиния Терри
- 1936 — Вниз к морю / Down to the Sea — Хелен Пэппас
- 1936 — Энни Лори / Annie Laurie — Энни Лори
- 1937 — Управление дьявола / The Devil Is Driving — Китти Вустер
- 1937 — Общественный ковбой № 1 / Public Cowboy No. 1 — Хелен Морган
- 1937 — Невеста в красном / The Bride Wore Red — крестьянская девушка
- 1937 — Жизнь любовь и учёба / Live, Love and Learn — староста класса
- 1937 — Вы молоды только однажды / You’re Only Young Once — Полли Бенедикт
- 1937 — Карнавал в Париже / Carnival in Paris — Лисетт
- 1938 — Из человеческих сердец / Of Human Hearts — Энни Хокс
- 1938 — Дети судьи Харди / Judge Hardy’s Children — Полли Бенедикт
- 1938 — Любовь находит Энди Харди / Love Finds Andy Hardy — Полли Бенедикт
- 1938 — Семья Харди на Западе / Out West with the Hardys — Полли Бенедикт
- 1938 — Дилемма Энди Харди / Andy Hardy’s Dilemma — Полли Бенедикт
- 1938 — Драматическая школа / Dramatic School — Ивонна
- 1938 — Рождественская песнь / A Christmas Carol — дух прежнего рождества
- 1939 — Четыре девушки в белом / Four Girls in White — Патрисия 'Пэт' Пэйдж
- 1939 — Высокая поездка Харди / The Hardys Ride High  — Полли Бенедикт
- 1939 — Энди Харди заболел весенней лихорадкой / Andy Hardy Gets Spring Fever— Полли Бенедикт
- 1939 — Судья Харди и его сын / Judge Hardy and Son — Полли Бенедикт
- 1939 — Эти гламурные девочки / These Glamour Girls — Мэри Роуз Вилстон
- 1939 — Танцующая студентка / Dancing Co-Ed — Ева Грили
- 1939 — Ангел милосердия /Angel of Mercy — сестра мёртвого солдата
- 1939 — Страна свободы / Land of Liberty
- 1939 — Унесённые ветром / Gone with the Wind — Кэррин О’Хара
- 1940 — Гордость и предубеждение / Pride and Prejudice — Лидия Беннет
- 1940 — Призрак приходит домой / The Ghost Comes Home — Билли Адамс
- 1940 — Энди Харди встречает дебютантку / Andy Hardy Meets Debutante — Полли Бенедикт
- 1940 — Вайоминг / Wyoming — Люси Кинкейд
- 1940 — Поддержка компании / Keeping Company — Мэри Томас
- 1941 — Личная секретарша Энди Харди / Andy Hardy’s Private Secretary — Полли Бенедикт
- 1941 — Жизнь начинается для Энди Харди / Life Begins for Andy Hardy — Полли Бенедикт
- 1941 — Вашингтонская мелодрама / Washington Melodrama — Лори Клеймор
- 1941 — Бесплодные земли Дакоты / Badlands of Dakota — Энн Грейсон
- 1941 — Свист в темноте / Whistling in the Dark — Кэрол Ламберт
- 1942 — Свист в Дикси / Whistling in Dixie — Кэрол Ламберт
- 1942 — Ухаживание Энди Харди / The Courtship of Andy Hardy — Полли Бенедикт
- 1942 — Двойная жизнь Энди Харди / Andy Hardy’s Double Life — Полли Бенедикт
- 1942 — Жёны оркестрантов / Orchestra Wives — Конни Уорд / Конни Абботт
- 1942 — В этот раз и навсегда / This Time for Keeps — Кэтрин 'Кит' Уайт
- 1943 — Счастливая земля / Happy Land — Ленор Прентисс
- 1943 — Свист в Бруклине / Whistling in Brooklyn — Кэрол Ламберт
- 1944 — Тайна Бермуд / Bermuda Mystery — Констанс Мартен
- 1945 — Кураж в два часа / Two O’Clock Courage — Патти Митчелл
- 1945 — Врачебный такт (Её любимый пациент) / Bedside Manner — Лола Кросс
- 1946 — Тайна Мадонны / The Madonna’s Secret — Линда
- 1946 — Убийство в мюзик-холле / Murder in the Music Hall — Грейси
- 1946 — Внутренняя работа / Inside Job — Клэр Грэй Нортон
- 1947 — Тайная жизнь Уолтера Митти / The Secret Life of Walter Mitty — Гертруда Грисвальд
- 1948 — Похождения дона Жуана — донна Елена
- 1950 — Операция Хэйлифт / Operation Haylift — Клара Мэстерс
- 1972 — Они только убивают своих хозяев / They Only Kill Their Masters — Глория
- 1976 — Вон Тон Тон — собака, которая спасла Голливуд / Won Ton Ton, the Dog Who Saved Hollywood — секретарь студии Грейсона